# لوک تراورز
لوک تراورز (انگلیسی: Luke Travers؛ زادهٔ ۳ سپتامبر ۲۰۰۱) بازیکن بسکتبال اهل استرالیا است.
وی در مسابقات کشوری و بین‌المللی در مجموع برندهٔ ۱ مدال طلا شده‌است.